# トヨタ・ガズー・レーシング・ヨーロッパ
トヨタ・ガズー・レーシング・ヨーロッパ（TOYOTA GAZOO Racing Europe GmbH、略称: TGR-E）は、トヨタ自動車の完全子会社でモータースポーツ活動を行う企業。本社所在地はドイツのケルン。敷地の広さは30,000平方メートルで、従業員は日本人を含めた約300名が働いている。

## 概要
旧社名はトヨタ・モータースポーツ有限会社（Toyota Motorsport GmbH、略称: TMG）。1993年に、それまでトヨタ・チーム・ヨーロッパ（TTE）としてWRC活動をオペレーションしていたオベ・アンダーソン・モータースポーツGmbHを買収して誕生した。それ以降もトヨタの欧州におけるワークスチームとして、モータースポーツ活動を担い、世界ラリー選手権（WRC）、ル・マン24時間、フォーミュラ1（F1）などに参戦した。これまでにWRCとFIA 世界耐久選手権（WEC）でドライバーズ・マニュファクチャラーズ王者を達成し、ル・マン24時間を制覇した実績がある。
2021年現在はTOYOTA GAZOO Racingの名でWECにル・マン・ハイパーカー（LMH）で、ならびにWRCにチームとして参戦している。また、世界選手権カテゴリで培った技術や最先端設備を活かして外部企業向けのエンジニアリングサービスを行い、その利益をレース活動資金に回している。
企業理念は“Creating excitement through team spirit and advanced technology”（チーム精神と技術進歩による興奮の創造）。
2020年4月、社名をトヨタ・ガズー・レーシング・ヨーロッパ（TOYOTA GAZOO Racing Europe GmbH）に変更したと発表した。

## 業務内容
公式ホームページでは、自動車以外の業種も含む6つの部門による幅広い業務が紹介されている。求人、インターンシップも随時募集されている。

### モータースポーツ部門
レーシングチーム（TOYOTA GAZOO Racing）
TGR-Eのメインであり最も有名な業務。トヨタの欧州におけるワークスチームで、レース活動の実働部隊として活動する。WRC、F1等を経て現在はWECのハイパーカークラスに参戦している。また、ニュルブルクリンク24時間レースやWRC3、ERCなどにも参戦することがある。本稿で述べる。プライベーター向けにレーシングカーやラリーカーの販売を行っている。後述。

#### TMGが販売するレーシングカー
- トヨタ・ヤリス R1（グループR1規定ラリーカー）
- トヨタ・GT86 CS-V3（耐久レース向けレーシングカー）
- トヨタ・GT86 CS-R3（グループR3規定ラリーカー）
- トヨタ・GRスープラ GT4（グループGT4規定レーシングカー）

### シャーシ設計部門
レーシングカーなどのシャーシやサスペンションなどの設計、数値流体力学（CFD）と計算による空力開発、テスト、解析、油圧システムの開発などを行う。
F1参戦中は機密保持のためトヨタ社内の他部門との交流は少なかったが、F1撤退後は日本の研究開発機関と連携して車台実験などの機能を補完することになった。F1撤退直後のTMGのシミュレーション・計算技術はトヨタ本社のそれを遥かに凌いでおり、当時社長だった木下美明は「作ったことのない人が計算だけに基づいて作ったのに、そこそこ走ります」と述べている。
市販車では、2012年にエッセンモーターショーにてレクサス・LSをチューニングしたコンセプトカーの「TMG Sports 650」を発表したものの、市販化には至らなかった。
2018年にはジュネーブモーターショーで発表されたGRスープラ・レーシングコンセプトの制作を担当した。

### エンジン設計部門
シャーシと同様設計から解析の他、熱摩擦分析、排気ガス分析、潤滑油テストなども含めてエンジンの開発を行う。2014年にF1にエンジンコンストラクターとして参入する計画を進めていたP.U.R.E.は、TMG施設においてV6ターボエンジンを開発する契約を結んだ。2017年からはヤリスWRCのGREエンジンの開発も行う。ただしLMP1マシンのエンジンはTMG製ではなく、日本の東富士研究所の開発によるものである。

### R&D部門
ドライビングシミュレータ
F1、LMP1、SUPER GT、GP2、市販車など様々なマシンで、現実の各種データと合わせたシミュレーションドライブができる。
セブンポストリグ
正確な剛性やプッシュロッドと垂直荷重比の測定、摩擦調査、ダンパー、トーションバー、スプリングなどのリアルな動きを測定できる。
コンポーネントテストリグ
サスペンション、ステアリング、ブレーキ、エンジン、ドライブシャフト、国際自動車連盟（FIA）のホモロゲ―ションテストなどあらゆる自動車部品や構造体についてのテスト・解析を行うことができる。
トランスミッション潤滑油テストシステム
あらゆる路面状況における、トランスミッション内の潤滑油の流れと動きをシミュレーションし測定・解析する。この施設は燃料噴射装置、オイルポンプ、オイルクーラーなどの実験にも使える。
風洞設備
F1時代の大規模な投資により、TMGの施設内には優れたエアロダイナミクス用の大型風洞設備やCFDコンピュータなどが存在している。フェラーリやウィリアムズは自社の風洞以外にTMGの風洞をレンタルして2011年用マシンを開発した。また、2014年のケータハムや2014～現在のフォースインディア、2018年時点ではマクラーレンやトロ・ロッソもTMGの風洞でシャーシを開発しており、F1界では「業界標準」との声もあった。ただし2025年現在は「F1界のトレンドから遅れ、陳腐化している」とも評されており、この風洞を使用するのはキャデラックのみとなっている。
ヤリスWRCの一部のパーツの風洞実験もここで行う。

### EV部門
F1では投入されなかった運動エネルギー回生システム (KERS) の小型バッテリー技術を応用し、電動パワートレインの設計から統合、バッテリー管理、車両制御、エネルギー管理システムなどの個々のコンポーネントに至るまでを行うことができる。これまでにガソリン車のエンジンを電動化するコンバートEVを、外部企業より「e-WOLF」というブランドで市販した他、急速EV充電器の販売なども行った。

### 製造部門
自動車に限らず医療・建築などの幅広い分野に応用できる素材・技術の研究や、それを生かした製造業にも力を入れている。2017年には化学企業のDSM社と、従来の付加製造技術に加えてエンジニアリングプラスチックや超高分子量ポリエチレン繊維などの分野で技術提携を結んだ。
付加製造（AM）
2013年からDSM社とともに力を入れてきた分野。8台のステレオリソグラフィーと2台の大型レーザー焼結機を駆使し、3D CADモデルからの迅速かつ精密な製造を行う。TMGスタッフは自動車以外の業種を経験してきている者が揃っており、業種を問わずあらゆる分野の部品を製造可能としている。
コンポジット
ケブラー、ガラス、カーボンあるいは複合繊維などの化学素材及び製品の開発・製造を行う。製品は小さな部品から一台の車まで、あらゆる大きさのものが可能。この分野の技術を利用して開発されたハンドサイクルとシットスキーで、ドイツのアンドレア・エズカウ選手がパラリンピックの金メダルを獲得した実績がある。
CNC
5軸フライス盤15台、CNCターニングマシン2台、ターンミルセンター1台を用意し、各項目1ミクロン単位の正確さのCNC（コンピュータ数値制御）システムの開発及び製造を行う。

## WRC

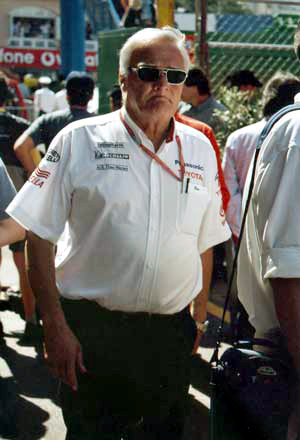
オベ・アンダーソン

### オベ・アンダーソンの時代
1970年代にモータースポーツ活動を担当していたトヨタ第7技術部企画部長の難波江延治は、毎戦日本からチームを出すのはコストがかかるため、安易に上層部が撤退を決めてしまわないよう、欧州チームと契約し支援する形で参戦することを思いついた。そこでスウェーデン出身のラリードライバー、オベ・アンダーソンのプライベートチームである「アンダーソン・モータースポーツ」の活躍に目をつけ、1972年より資金・技術支援を開始。「チーム・トヨタ・アンダーソン」と名乗り、1973年に開幕したWRC（世界ラリー選手権）に参戦した。
しかし翌1974年にオイル・ショックの影響でトヨタはモータースポーツ活動の休止を決定。第七技術部は解散の憂き目に遭い、アンダーソンも最後通告を受けるため日本に招致された。しかし面会直前、欧州でトヨタのラリー活動を推進してきた福井敏雄の説得で社長の豊田英二は翻意し、アンダーソンにトヨタ自工の資材を託し、自販が資金提供するというかたちで参戦を継続することになった。さらにベルギーからドイツ・トヨタのお膝元に工場用地を用意し、より手厚い支援を行った。
1975年より正式にトヨタの公認を受け、チーム名を「トヨタ・チーム・ヨーロッパ (TTE) 」と名乗る。カローラレビンで参戦し、同年の1000湖ラリーでトヨタワークスとしてのWRC初優勝を獲得した（トヨタ車自体の初優勝は1973年アメリカで、プライベーターのウォルター・ボイスが記録）。
1979年、チームの拠点をベルギーのブリュッセルからドイツのケルンに移転し、「アンダーソン・モータースポーツGmbH」を設立する。レビンの後はセリカを使用し、年数戦のWRC参戦を続けた。

### 黄金時代、そして撤退
1983年、トヨタのモータースポーツ活動再開により、本格的にワークス活動を開始する。当時のWRCのグループB規定車両では苦戦したが、サファリラリーでは1984年から3連覇を達成する。1987年にグループA規定が導入されると、翌1988年より4輪駆動のセリカ GT-Fourを投入する。またこの頃、TTEは活動範囲を広げ、MERC（中東ラリー選手権）でモハメド・ビン・スライエムを4度のタイトルに導いている。
1987年、トヨタが香港-北京ラリーを制した数日後にアイボリーコーストで起きた飛行機墜落事故により、ラリーコーディネーターのヘンリー・リドンが事故死した。この事故はTTEの体質を大きく変貌させたといわれている。
1990年代に入るとその活動は黄金期を迎える。1990年にカルロス・サインツが宿敵ランチアを打ち破り、FIA世界選手権で日本車メーカーとして初めてドライバーズチャンピオンとなった。なお、サインツとセリカは同年アジアパシフィックラリー選手権 (APRC) でもドライバーズタイトルを獲得している。

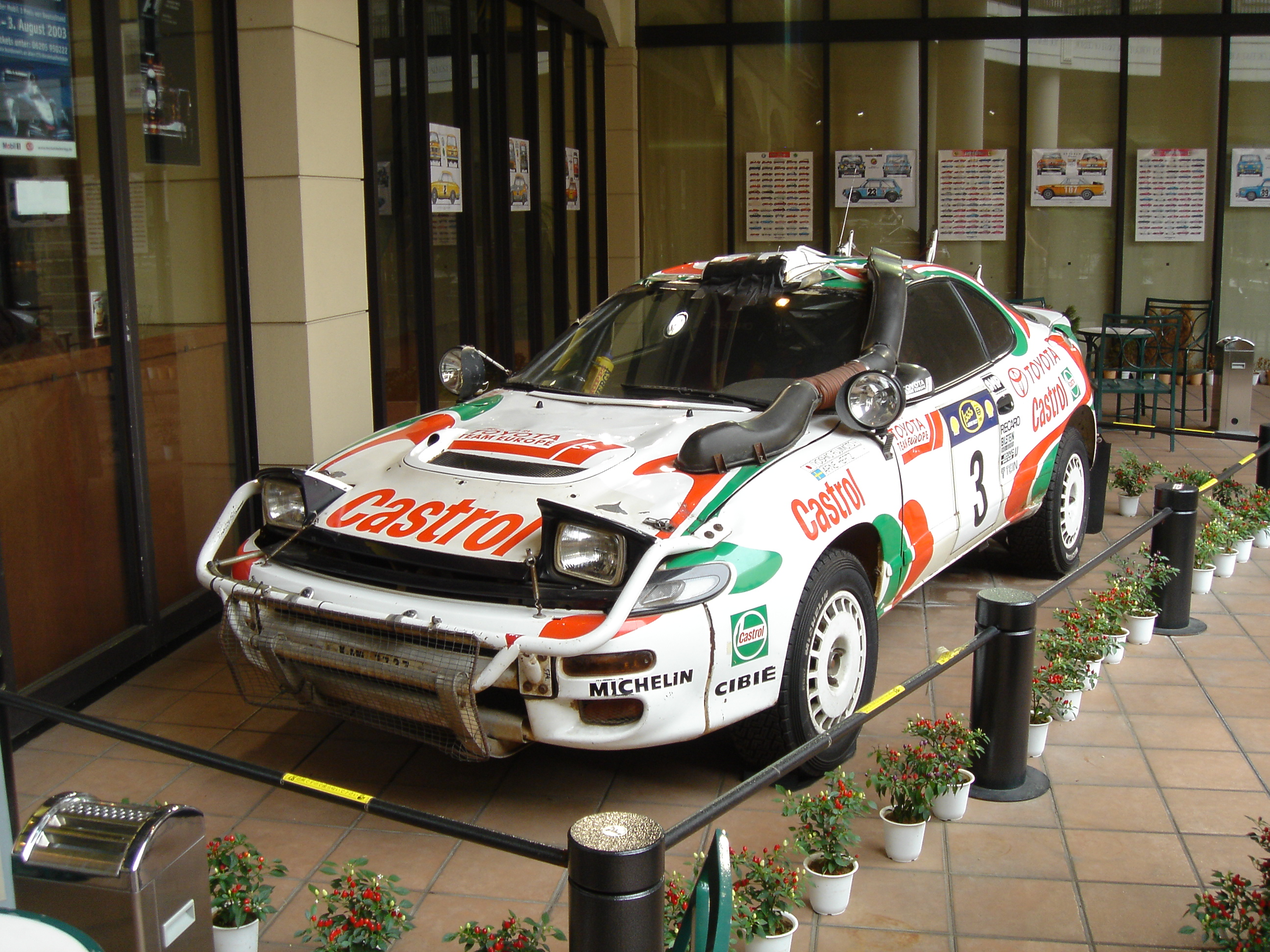
トヨタ・セリカ GT-Four (ST185)、1995年サファリラリー優勝車

1992年にもサインツがWRCのドライバーズタイトルを獲得。1993年にはユハ・カンクネンのドライバーズタイトルに加え、日本メーカーとして初のマニュファクチャラーズタイトルを獲得した。翌1994年もドライバーズ（ディディエ・オリオール）とメイクスの2冠を達成した。王者ランチアの牙城を崩したチームは、TTEの拠点にちなんでケルン・コマンドの異名をとった。
このようにST165型以降のセリカGT-Fourは成功を収める一方、新型投入のたびベース車両の肥大化が著しいことを懸念したTMG側は、1992年11月にセリカST185型とカローラFXのボディを用いた二種類のIS（Ideal Successor、『理想的な後継者』の意）と呼ばれる、ラリーで勝つことを目標とした量産車のコンセプトカーを作成し、トヨタ本社に提案した。しかしバブル崩壊直後であったため、採用されることはなかった。
1993年7月にはトヨタがアンダーソン・モータースポーツGmbHを買収し、ここに「トヨタ・モータースポーツ有限会社 (TMG) 」が誕生した（チーム名はTTEを継続）。
しかし1995年、TTEはシーズン中にリストリクターに関するレギュレーション違反が発覚し、シーズン全ポイントの剥奪、および翌1996年シーズンの1年間出場停止という処分を受ける。これはトヨタ本社では関知していなかったことで、事件後TMGの存続やアンダーソンの責任問題が議論されたが、1997年もWRC参戦を自粛するかたちで決着した。TTEは2年間の休止期間中に新規定の「ワールドラリーカー」（WRカー）としてカローラWRCを開発した（1997年にはテスト参戦）。また、1996年にST205はヨーロッパラリー選手権（ERC）のアルミン・シュヴァルツに供給され、総合チャンピオンを獲得している。
1998年より正式に復帰し、1999年には3度目のメイクスタイトルを獲得する。しかし1999年初頭にトヨタがF1への参戦を決定していたため、同年限りで27年間のWRC活動に終止符を打った。

### ラリーへの復帰
F1参戦～撤退を経験した後、世界選手権に再度参戦することを夢見たTMGの有志たちが業務時間外に集まって、スーパー2000規定のヤリスの開発を行った。このヤリスはエンジンに3年、シャシーに2年をかけて開発されたが、スーパー2000規定は2013年を以て廃止になることがアナウンスされたため世に出ることは叶わなかった。しかし彼らは諦めず、WRカーの開発も細々と続けていた。
2015年にトヨタは2017年から「TOYOTA GAZOO Racing WRT」（トヨタ・ガズー・レーシング・ワールド・ラリー・チーム、TGR WRT）として18年ぶりにWRCへ復帰することを表明。トミ・マキネンがチーム代表に就任し、トミ・マキネン・レーシング (TMR) がWRカー、ヤリスWRCの車体開発・走行テストおよびチーム運営を担当し、TMGはGREエンジン開発と一部のパーツの風洞実験を担当することとなった。マキネンの要求により24時間体制でエンジンを4回も作り直す執念を実らせ、2017年は復帰2戦目で優勝、2018年には早くもマニュファクチャラーズタイトルを獲得している。
2021年からは体制が変更になり、トミ・マキネン・レーシングがチーム運営から外れ、TGR-Eが全面的にオペレーションを担うことになった。これに伴いマキネンがアドバイザーに退き、後任のチーム代表にヤリ＝マティ・ラトバラが就任する。また、フィンランドのユバスキュラに新ファクトリー（通称ユスカ）を建設し、エストニア支社の機能も集約し、WRC活動のベースとした。
2022年12月、TGR-Eのラリー部門を分社化し、新会社として「TOYOTA GAZOO Racing World Rally Team（TGR-WRT）」を設立した。本社はユバスキュラのファクトリーに置かれ、豊田章男が会長、ラトバラがチーフ・ラリー・スポーティング・オフィサー（CRSO）、トム・フォウラーが最高技術責任者（CTO）を務める。

## スポーツカーレース

### サーキットレースデビュー
1990年代後半TTEはWRC活動のかたわら、ル・マン24時間レース等の耐久レースへ参戦するため、トヨタ・GT-One TS020の開発を行った。アンダーソンによると、1996年末にカローラWRCの開発を中止し、ル・マンプロジェクトに取り組むようトヨタ本社から通達されたという。しかし海外営業の猛反対により、WRC復帰とル・マン参戦を並行して進めることになった。1998年と1999年にはル・マン24時間レースに出場し、1999年には土屋圭市/片山右京/鈴木利男の日本人トリオが総合2位（LMGTPクラス優勝）に入ったものの、目標とした総合優勝には届かなかった。実はこのプロジェクトはサーキットレース経験のなかったTMGに、F1に参戦するための経験を積ませるために本社側が企図したものであるが、それがTMG側に伝えられたのは1998年のル・マンが終わってからであった。

### WECへの挑戦

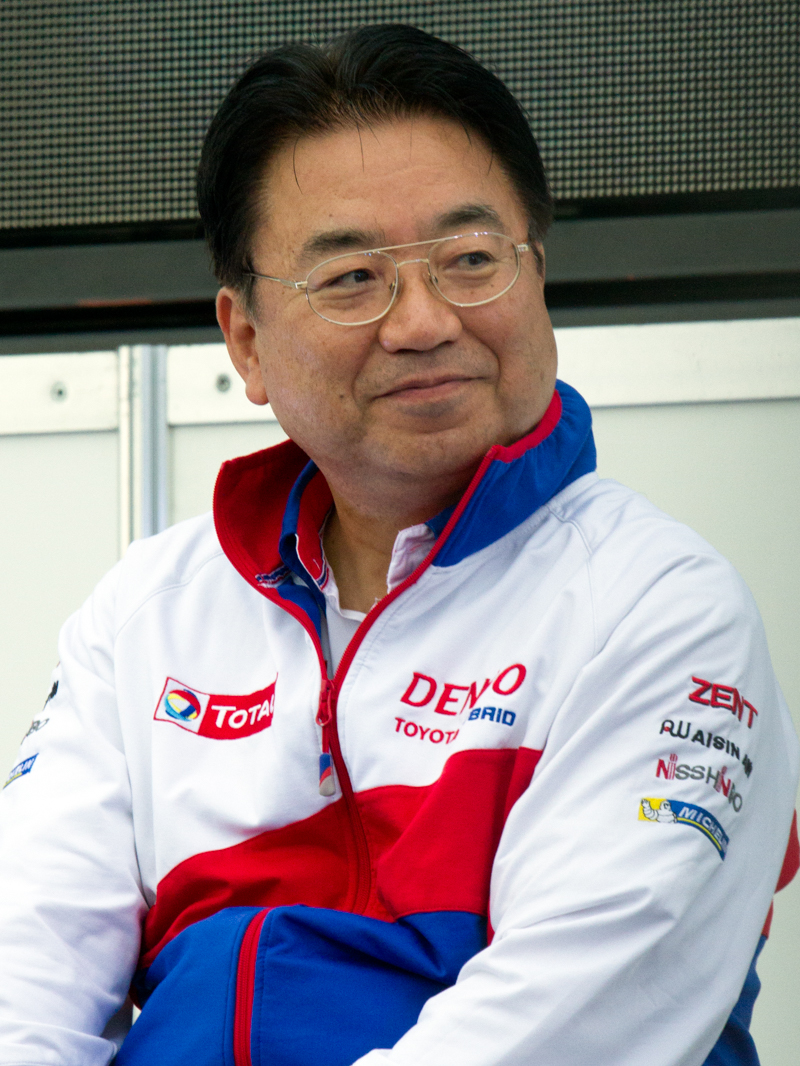
木下美明元社長（2014年）

F1撤退後、トヨタは市販ハイブリッド技術の活用を含め新たな活動を模索していた。そして2011年、ル・マン24時間レースに参戦するレベリオン・レーシングに対しエンジン供給を行い、耐久レースへの復帰路線が濃厚になる。なお、このエンジンはフォーミュラ・ニッポンやSUPER GT (GT500) 用のRV8KをLMP1規定にチューニングしたもので、新規開発ではない。
2012年、新たにLMP1クラス用のハイブリッドマシンであるTS030 HYBRIDを開発。オレカとジョイントし「トヨタ・レーシング」としてWECに参戦することを表明した。デビュー3戦目となる第5戦サンパウロ6時間レースでは、トヨタとしては1992年以来となる優勝を果たした。
2014年にはLMP1クラスのレギュレーション変更に伴い新型車のTS040 HYBRIDをデビューさせた。悲願としていたル・マンこそ勝てなかったものの、シリーズではアウディとポルシェを破り、日系メーカーとして初めてスポーツカーレースの世界選手権を制覇した。

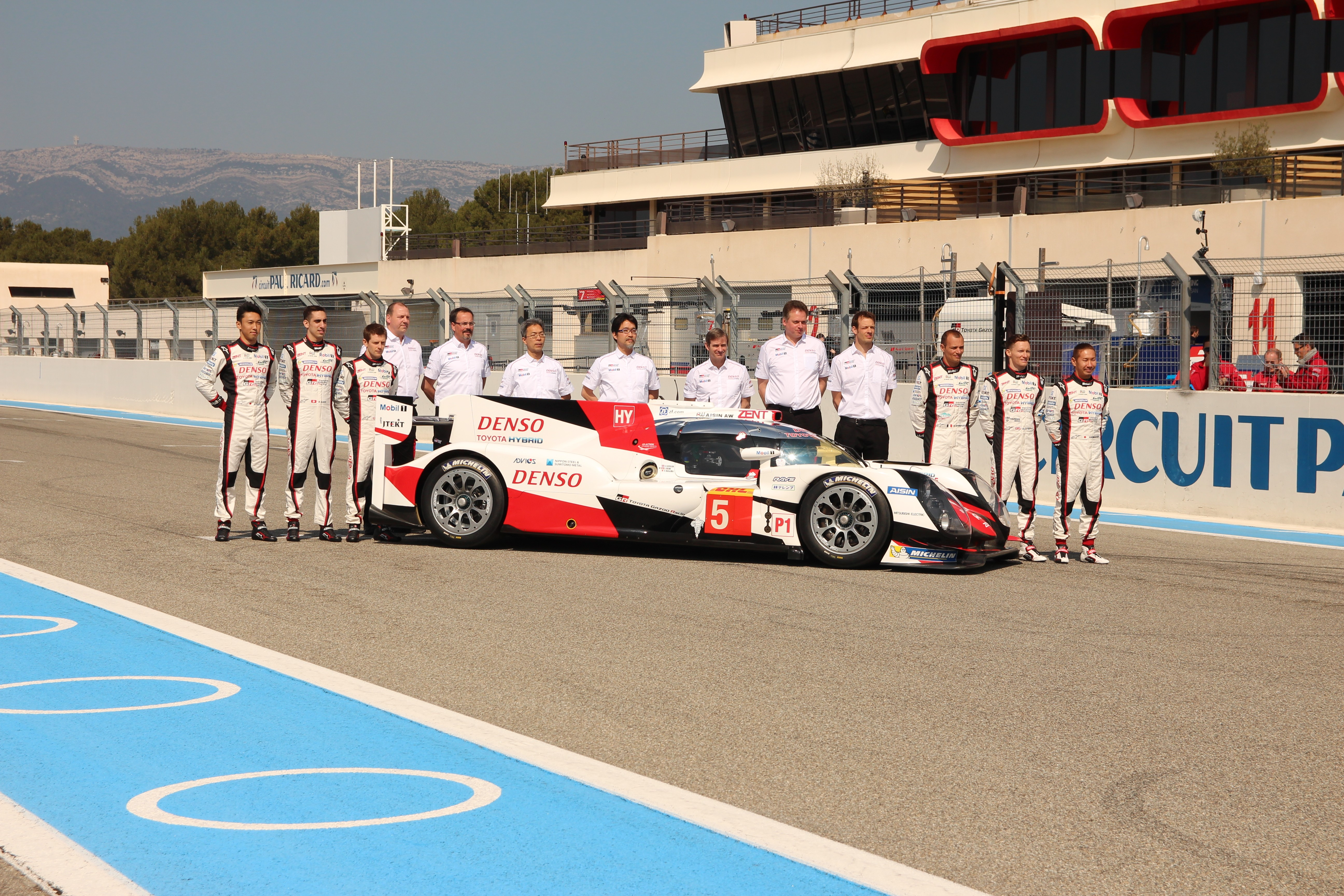
TS050 HYBRIDと共に立つTMGの役員とドライバー（2016年）

2016年にトヨタのモータースポーツ事業再編により、チーム名をTOYOTA GAZOO Racingに改めた。ル・マンではサルト・サーキットに特化して開発したTS050 HYBRIDで最終盤まで有利に進めていたが、小林のスピンに加えて残り6分で異常が発生し、3分でストップするというスポーツ史に残る歴史的な悲劇で敗北を喫した。
2017年のル・マンは復帰以来初の3台体制で挑んだが、オペレーションのミスに加えて「偽マーシャル」事件というこれまた類い希な不運により、夜明け前に全車が勝負権を失った。選手権ではポルシェを上回る5勝をあげたものの、ル・マンでの大敗が大きく響いて最終戦前にタイトルを奪われた。
2018年は現役F1王者のフェルナンド・アロンソを加え、トラブルシミュレーションを徹底して万全の準備で2台体制で参戦。ポルシェの撤退によりワークスチームがトヨタのみという状況ではあったが、トヨタの30年越しの悲願であるル・マン制覇を果たした。2019年・2020年もル・マンを制覇し3連覇。
2021年はLMP1規定が廃止されル・マン・ハイパーカー（LMH）規定に移行したため、LMH車両としてGR010 HYBRIDを開発。ル・マンでは燃料系にトラブルを抱え、グリッケンハウスやアルピーヌなどに迫られるシーンもあったものの、最終的に小林擁する7号車が悲願の初優勝を果たし、4連覇を達成した。
2022年は引退した中嶋一貴に代わり平川亮が加入し、小林可夢偉がチーム代表を兼任。ル・マンでは平川擁する8号車が優勝し、5連覇を達成。シリーズも最終戦までアルピーヌと争いながらもドライバーズ、マニュファクチャラーズの両タイトルを獲得し、シリーズ4連覇を達成した。

## 年表
- 1972年 - トヨタがオベ・アンダーソンを支援する契約を結ぶ。
- 1974年 - オイル・ショックの煽りを受けるも、体制を変更してアンダーソンへの支援を継続。
- 1975年 - カローラレビンを駆るハンヌ・ミッコラ1000湖ラリーにてWRC初優勝を飾る。
- 1979年 - チームの本拠地をベルギーからドイツへ移転し、アンダーソン・モータースポーツGmbHを設立。
- 1983年 - トヨタが本格的な支援を復活させる。
- 1990年 - セリカGT-Fourを駆るカルロス・サインツが初のWRCドライバーズチャンピオンをもたらす。
- 1992年 - 初のWRCマニュファクチャラーズチャンピオン獲得。カルロス・サインツが2度目のドライバーズチャンピオン。
- 1993年 - アンダーソン・モータースポーツGmbHを買収してトヨタ・モータースポーツGmbHとなる。WRCマニュファクチャラーズ・ドライバーズチャンピオン連覇。
- 1994年 - WRCマニュファクチャラーズ・ドライバーズチャンピオン3連覇。
- 1995年 - セリカのエアリストリクターへの違法な改造が発覚。ポイント剥奪、そして1年間の出場停止処分となる。
- 1997年 - WRCの活動をもう1年自粛。この期間中にTS020の開発がすすめられる。
- 1998年 - カローラWRCで本格復帰。サーキットデビューを果たし、ル・マン24時間にも初参戦。
- 1999年 - WRCのマニュファクチャラーズチャンピオン獲得。ル・マンで2位表彰台を獲得。同年を以て両活動を停止。
- 2002年 - 2年間の準備期間を経てF1デビュー。
- 2005年 - マレーシアGPにてヤルノ・トゥルーリが初の表彰台（2位）を獲得。アメリカGPでもトゥルーリがPPを獲得。
- 2009年 - リーマン・ショックの煽りを受けてF1撤退。
- 2011年 - TMG EV P001を開発し、ニュルのEVのコースレコードを樹立。
- 2012年 - WEC参戦・ル・マン復帰。ヤリスR1の販売も開始し、ラリーへも復帰。
- 2014年 - WECのマニュファクチャラーズ・ドライバーズチャンピオンを獲得。
- 2017年 - エンジン開発の形でWRCにも復帰。
- 2018年 - ル・マン初制覇。WRCマニュファクチャラーズタイトル獲得。
- 2019年 - ル・マン2連覇。WECのマニュファクチャラーズ・ドライバーズチャンピオンを獲得。また、WRCのドライバーズチャンピオンを獲得。
- 2020年 - ル・マン3連覇。2年連続でWECのマニュファクチャラーズ・ドライバーズチャンピオンを獲得。また、WRCのドライバーズチャンピオンを獲得。
- 2021年 - ル・マン4連覇。3年連続でWECのマニュファクチャラーズ・ドライバーズチャンピオンを獲得。また、WRCのマニュファクチャラーズ・ドライバーズチャンピオンを獲得。
- 2022年 - ル・マン5連覇。4年連続でWECのマニュファクチャラーズ・ドライバーズチャンピオンを獲得。また、2年連続でWRCのマニュファクチャラーズ・ドライバーズチャンピオンを獲得。
- 2023年 - 5年連続でWECのマニュファクチャラーズ・ドライバーズチャンピオンを獲得。また、3年連続でWRCのマニュファクチャラーズ・ドライバーズチャンピオンを獲得。

## F1
1999年を以てトヨタはル・マンとWRCから撤退し、2000年にはトヨタ常務取締役の冨田務がTMG会長、オベ・アンダーソンがTMG社長に就任した。ケルンのファクトリーは140億円を投じて床面積を約3倍（37,000平方メートル）に拡張し、日本のトヨタ東富士研究所と連携してF1マシンの開発を行うことになる。TS020はテストカーTF101が完成するまでの間、エンジンテスト等に利用された。
1年のテスト期間を経て、2002年より「パナソニック・トヨタ・レーシング」としてF1に参戦を開始する。2003年にはジョン・ハウェットがTMG新社長に就任。創始者のアンダーソンは2004年にチーム代表も辞して第一線を退く（2008年に事故死）。2007年には冨田に代わり、山科忠がTMG会長兼チーム代表に就任する。
2009年シーズン終了後、トヨタ本社がリーマン・ショックによる業績不振を理由にF1撤退を発表。8年間のF1活動で3度のポールポジションと13の表彰台を獲得し、コンストラクターズ最高成績は4位（2005年）。潤沢な運営資金と最新鋭の設備を誇りながら優勝は果たせなかった。
F1撤退後、TMGは他チームへの売却やMBOも噂されたが、再びヨーロッパにおけるトヨタのレース活動の拠点として、事業転換を進めることになる。シャシー部門責任者のパスカル・バセロンらは残留したが、スタッフ500名を解雇し、ファクトリーの規模を150名体制に縮小した。
F1撤退決定後も、2010年用マシンとして準備していたTF110の開発を継続。2010年にF1参入を目指すステファンGPとの間でマシンの譲渡、人員の移籍、施設の利用などの提携交渉を進めたが、ステファンGPのエントリーが認められず契約は終了した。その後、新規参戦するヒスパニアとの交渉も不調に終わった。
2009年に使用したTF109は、2011年からF1のタイヤサプライヤーとなるピレリにテストカーとしてレンタルされた。
2024年、TOYOTA GAZOO RacingはハースF1チームとの提携を結んだことが発表された。具体的にはTGRの育成ドライバーやエンジニア・メカニックがハースに派遣され、テストへの参加や空力の共同開発などが行われる。またTGR-Eでもカーボン部品の設計・製造を行う。

## ニュルブルクリンク24時間レース
2013年から、TMGの開発・販売するGT86 CS-V3がニュルブルクリンク24時間レースのV3クラスに参戦。2013〜2015年までトヨタ・スイス・レーシングがクラス優勝を飾っている。
2018年にはTMGの有志たちにより結成された『TMG United』がSP3クラスに参戦。マシンは市販車の86で、総合81位・クラス3位で完走した。
2019年もSP3クラスに参戦。今度はGT86 CS-V3にマシンをスイッチし、クラス優勝を果たした。

## EVレース
2011年、ラディカル・スポーツカー製シャシーにTMGの開発したパワートレインを搭載する「TMG EV P001」が、公道用タイヤでニュルブルクリンク北コース（ノルドシュライフェ）において7分47秒794というラップタイムを記録。それまでのEVの記録であった9分1秒338を1分以上縮めた。
2012年のパイクスピーク・ヒルクライムにはP001を改良したP002を用いて俳優の哀川翔が率いる「Team SHOW」が参戦。奴田原文雄がステアリングを握り、EVクラスで増岡浩の三菱・MiEV Evolutionや田嶋伸博のE-RUNNERを破って優勝（総合6位）を果たし、さらにEVのコースレコード（10分15秒380）も樹立した。またノルドシュライフェにも再登場し、ヨッヘン・クルムバッハのドライブで7分22秒329を叩き出し、P001の記録をさらに25秒近く縮めた。
2013年はTRD USAがP002を運用してパイクスピークに登場。ドライバーは90年代にセリカとタコマで総合優勝を果たしたロッド・ミレンであったが、後輪駆動ゆえに雨天の影響を大きく受けたこともあり、昨年の奴田原を下回るタイム（10分24秒301）でEVクラス4位に終わった。

## プライベーター向けマシンの販売
2012年8月、トヨタ・86をベースにしたプライベーター用耐久マシン「GT86 CS-V3」と、入門用ラリーマシンであるグループR1A規定のトヨタ・ヤリスの販売を開始。VLN（ニュル耐久シリーズ）では2013年以降、このCS-V3を対象とした「GT86カップ」をTMGが独自に設定し、優勝者に賞金を出している。CS-V3は2016年にモデルチェンジされ、名称も「CSカップ」へと変更された。また、ヤリスR1は、F1参戦以来のラリーへの正式復帰となる一台であった。
2015年にはグループR3規定初となる後輪駆動のラリーカー、「GT86 CS-R3」をプライベーターに向けて発売。2018年からはCS-V3・CSカップ・CS-R3で参戦できるワンメイクレースの「TOYOTA GAZOO Racingトロフィー」を開催している。2017年にはERC王者のルカ・ロセッティとGT86 CS-R3を擁して、ERC3にワークス参戦体制でスポット参戦している。
2019年にはグループGT4仕様のGRスープラの開発を正式に発表、翌2020年から販売することを発表している。

## 余談
- TTE/TMGのファクトリーで制作されたトヨタのワークスマシンには、『K-AM』（K=ケルン、AM=アンダーソン・モータースポーツ）が入っているナンバープレートが装着されており[69]、欧州のラリー愛好家からの人気が高い[要出典]。また、WRCプロジェクト最初期にTMGで作られたヤリスのWRCテストカーにもK-AMで始まるナンバープレートが装着されている[69]。
- ファクトリー内部にはTTE時代から現在に至るまでTMGが製造したレーシングカーとコンセプトカー全てが保管されているが、一般には公開されていない[70]。
- 2016年ニュルブルクリンク24時間に参戦した日本のGAZOO Racingは、レクサス・RCの「あるパーツ」に不安を抱えていたが、日本人スタッフたちはそれを作り直すのに月単位で時間がかかると見ていた。しかし現場にいた専務の嵯峨宏英がTMGに依頼したところ、その部分の対策パーツを一晩で開発・製造して届け、日本人スタッフたちに強い衝撃を与えた[71][72]。決勝でもトラブルなくクラス2位で完走を果たした。
- ル・マン24時間ではガレージ内のスタッフほぼ全員が体操をしている様子がよく映されており、風物詩の一つとなっている。

## パートナー

### WEC
詳細はTOYOTA GAZOO Racing公式サイトを参照。
- デンソー
- Exxon Mobil
- アイシン
- 善都
- Acronis
- 3D Systems
- レイズ
- アドヴィックス
- 林テレンプ
- 豊田自動織機
- ジェイテクト
- 荒井製作所
- トヨタ車体
- 豊田通商
- 豊田合成
- 日野自動車
- ダイハツ工業
- 東海理化
- 東郷製作所
- 日本ピストンリング
- 前田シェルサービス
- 中庸スプリング
- 日本精工
- タマチ工業
- オティックス
- 愛知製鋼
- GENTEX
- ミシュラン

### WRC
詳細はTOYOTA GAZOO Racing公式サイトを参照。
- DMG森精機
- デンソー
- パナソニック
- シーシーアイ
- 旭化成
- KINTO
- 日本航空
- タマディック
- IEC
- NISULA
- JTB
- BOS SUSPENSION
- OMP RACING
- 住友電装
- PONSSE OYJ
- 大塚製薬
- 京都機械工具
- スティーロ
- 三井住友海上火災保険
- SCHROTH RACING
- YOKO
- エンドレスアドバンス
- PIAA
- ピレリ

## 参考資料
- 赤井邦彦『F1 トヨタの挑戦』文藝春秋、2003年。ISBN 4163595201。
- 中山潤哉 編『トヨタWRCのすべて』三栄書房、2018年。ISBN 978-4779635403。
- 『レーサーズ外伝 特集 TOYOTA GT-One』三栄書房、2019年。ISBN 9784779639357。